# Gabriel y Gabriela
Gabriel y  Gabriela é uma telenovela mexicana produzida por Patricia Lozano para a Televisa e exibida pelo Las Estrellas entre 30 de agosto de 1982 a 21 de fevereiro de 1983, substituindo El Derecho de Nacer e sendo substituída por El maleficio.
Original de Yolanda Vargas Dulché, foi primeiramente publicada na revista Lágrimas, risas y amor.
A trama foi protagonizada por Ana Martín, Jorge Rivero e Juan Ferrara e antagonizada por Beatriz Sheridan, Liliana Abud, Jorge Humberto Robles e Nadia Haro Oliva.

## Elenco
- Ana Martín - Gabriel/Gabriela de Reyes (mãe)/Gabriela Reyes (filha)
- Jorge Rivero - Carlos Iturbide
- Juan Ferrara - Fernando del Valle
- Jorge Martínez de Hoyos - Benito Reyes
- José Alonso - Renato Reyes
- Beatriz Sheridan - Rita Rocafuerte de Reyes
- Liliana Abud - Martha
- Roxana Chávez - Flora
- Rafael Baledón - Raúl
- Nadia Haro Oliva - Carolina Iturbide
- Jorge Humberto Robles - Nicandro
- Pancho Müller - Gervasio
- Patricio Castillo - Marcos
- Juan Peláez - Leonardo
- Emoé de la Parra - Rocío Iturbide
- Rodolfo Rodríguez - Fermín
- Patricia Arredondo - Serafina
- Kokin Li - Li
- Arturo Allegro - Chon
- Patricia Thomas - Ivonne
- Alejandra Peniche - Nora
- Karmen Erpenbanch - Lupe
- Lourdes Munguía - Dora
- Lupita Pallás - Eduviges
- Rosa María Morales - Herlinda
- Scarlet Maceira - Margarita
- Luis Miranda - Andrés
- Cinthia Riveroll - Gloria
- Simone Brook - Evelia
- Alejandra Espejo - Silvia
- Francisco del Toro - Roberto
- Alonso Echánove - José
- Armando Pacheco - Matías
- Marcial Salinas - Dionisio
- Odiseo Bichir - Ismael
- Paty Durán - Reina
- Rubén Calderón - Santiago
- Alejandro Tommasi
- Aurora Alonso - Manuela
- Jorge Fegan - Sr. Goizurieta
- Alberto Inzúa - Oficial
- José Navarrete
- José Luis Avendaño
- Iván René
- Queta Carrasco - Brígida
- Lisette Flores - Gabriela Reyes (niña)
- Osvaldo Doria
- Alejandra Meyer - Isaura
- Lupita Sandoval
- Antonio Miguel - Rafael
- Liza Willert - Regina
- María González - Evelia
- Pablo Jaime - Pancho
- Alejandro Sevilla - Dr. Fuentes

## Exibição
Foi reprisada pelo TLNovelas pela primeira vez de 19 de março a 3 de junho de 2025, em 109 capítulos, substituindo En Carne Propia e sendo substituída por Colorina no bloco Noches para Recordar, às 00h.

## Prêmios e indicações

### Prêmio TVyNovelas 1983
| Categoriaa                | Indicado(a)             | Resultado |
| ------------------------- | ----------------------- | --------- |
| Melhor telenovela         | Patricia Lozano         | Indicado  |
| Melhor atriz protagonista | Ana Martín              | Indicado  |
| Melhor ator protagonista  | Jorge Martínez de Hoyos | Venceu    |